# Стара (Підосиновський район)
Стара́ (рос. Старая) — присілок у складі Підосиновського району Кіровської області, Росія. Входить до складу Демьяновського міського поселення.
Населення становить 31 особа (2010, 66 у 2002).
Національний склад станом на 2002 рік — росіяни 98 %.